# Michael Douglas
Michael Kirk Douglas (født 25. september 1944) er en amerikansk skuespiller og producer. Han har modtaget en Oscar som producer på Gøgereden (1975) og en for bedste mandlige hovedrolle i Wall Street (1988).
Han er gift med kollegaen Catherine Zeta-Jones. Han er søn af skuespilleren Kirk Douglas og hans første kone Diana.

## Udvalgt filmografi
- Gøgereden (1975), producer
- Kinasyndromet (1979), også producer
- Romancing the Stone (1984), også producer
- Nilens juvel (1985), også producer
- Wall Street (1987)
- Farligt begær (1987)
- The War of the Roses (1989)
- Falling Down (1993)
- Præsident på frierfødder (1995)
- The Game (1997)
- Traffic (2000)
- Wonder Boys (2000)
- You, Me and Dupree (2006)
- Wall Street 2 (2011)
- Antman (2016)